# ジョン・ティモシー・ダンラップ
托鉢修道士ジョン・ティモシー・ダンラップ（英語: John Timothy Dunlap, 1957年4月16日生）はカナダの法律家で、2023年5月3日以降マルタ騎士団の総長を務める。彼は2022年6月13日以降総長のルテナンを務めていた。彼は史上初の貴族出身でない総長であり、2022年の教皇フランシスコの意を受けた憲法改正まで総長職は貴族出身者に限られていた。

## 経歴
ダンラップはカナダ・オンタリオ州オタワに生まれた。彼はオタワ大学で学士（教養）を修得し、ウェスタンオンタリオ大学で法務博士号を修得している。彼はニース大学でも学んでいる。
ダンラップはニューヨーク州弁護士会とオンタリオ州弁護士会に入会した。1986年、彼はニューヨークのダンガノン・バーソローミュー・ミラー弁護士事務所に参画した。1993年にはパートナー弁護士となっている。彼の専門は企業法と入国管理法であった。彼は国際連合バチカン市国オブザーバー代表部の法的アドバイザーを務めた。

## マルタ騎士団
ダンラップは1996年、マルタ騎士団主の恩寵の騎士に任じられた。2004年、彼は正義の騎士として誓願を立てた。2008年6月7日、正義の騎士としての終身誓願をグリニッジ・ヴィレッジ聖ジョセフ教会で立てた。2006年、彼は騎士団アメリカ協会および連邦協会の会員をつとめる最上級騎士・上級騎士からなるルルドの聖母副修道会（Sub-Priory of Our Lady of Lourdes）の第一摂政（修道会長）に選出された。
2014年5月、ダンラップは大評議会に5年の任期で選ばれた。彼は聖ヨハネ騎士団委員（マルタ騎士団と4つの非カトリック聖ヨハネ騎士団の協力組織）委員長に選出された。
2022年6月13日、教皇フランシスコはダンラップを騎士団総長のルテナンに任命した。2023年5月3日、ダンラップは第81代聖ヨハネ主権軍事病院騎士修道会総長に選ばれた。ダンラップの選出は教皇フランシスコの意を受け、総長を貴族出身者に限るという伝統的な条項を廃止した2022年の騎士団憲法改正によって可能となった。

## 慈善活動
ダンラップはニューヨーク・カナダ人協会の名誉会長、トロント王立音楽学院副総長、ローマのジョン・カボット大学理事、およびイタリアのサン・ジャコモ修道院友の会会長を務める。

## 栄典
托鉢修道士ジョン・ティモシー・ダンラップは2023年6月16日、マルタ大司教の厳粛な勅令により、ヴィットリオーザ聖ローレンス・カレッジ・チャプターの名誉カノンの称号を授与された。彼は教皇から騎士団に与えられた徽章の一つである胸章を授与された。
- サヴォイア家: 聖アヌンツィアータ勲章[11]
- サヴォイア家: 聖マウリッツィオ・ラザロ勲章騎士大十字
- シチリア・ブルボン朝: 聖ジョルジョ聖軍事コンスタンティヌス勲章（英語版）[12]
- トスカーナ・ハプスブルク家: 聖ジュゼッペ勲章（英語版）大十字